# Kristina Higgins

Kristina Higgins (Columbus (Carolina del Norte, 4 de febrero de 1994) es una jugadora estadounidense de baloncesto..

## Biografía
Kristina Jasmine Higgins, conocida como Kristina Higgins, nació el 4 de febrero de 1994 en El Paso, Texas, Columbus, SC.
Es una jugadora de baloncesto americana. Mide 1.96, y juega en la posición de pívot. Tiene amplia experiencia en el baloncesto europeo, ya que ha jugado en varios equipos de este continente la liga de su país, y la Euro Cup.
Sus hobbies, además de jugar a baloncesto, son ir de compras, dormir y jugar a Xbox.

## Trayectoria deportiva
Empezó a jugar a baloncesto en el Chapin High School. Posteriormente en la Universidad de Baylor, en Waco (Texas).
Inició su carrera profesional jugando en Rumanía, en el Club Brasov entre los años 2016 y 2018. En la temporada 2018/2019 jugó para el Club ACS Sepsi. En la 2019/2020 iría al  conjunto CEKK Cegled Húngaro. En la temporada 2020/2021 fichó por el equipo francés Le Roche Vendee.
Para la temporada 2012/2022 fichó por el equipo español Kutxabank Araski AES, de Vitoria.